# Szolnoki vasúti Tisza-híd
A szolnoki vasúti Tisza-híd a Budapest–Záhony-vasútvonalon és a Szolnok–Békéscsaba–Lőkösháza-vasútvonalon, Szolnok és Szajol állomások között szolgálja a vasúti forgalom átkelését a Tiszán. A meder felett háromtámaszú, rácsos szerkezetű, kétvágányú híd a budapest–nyíregyházi vasútvonal 1077–1081 hektóméter szelvényei között fekszik.

## Története
Az első faszerkezetű hidat a Szolnok–Debrecen közötti vasútvonalat építő Tiszavidéki Vasúttársaság létesítette. A tíz meder feletti és 28 ártér feletti fa cölöpjármon álló, 512 m teljes hosszúságú hidat a pesti Gregersen Guilbrand vállalkozó építette. A fahidat 1857. november 23-án adták át a forgalomnak, szerkezetén több mint 30 évig bonyolódott a vasúti forgalom.
A vasúti forgalom növekedésével kétvágányú, vasszerkezetű híd építése vált szükségessé, amelyet a régi híd ár elleni oldalán, attól 16 m-re építettek meg.  A Tisza áthidalására Feketeházy János MÁV főmérnök alsópályás, rácsos, szegmens alakú, az ártér felett pedig felsőpályás, párhuzamos övű, kétszeres rácsozású szegecselt vasszerkezetet tervezett.  A mederpilléreket keszonos alapozással készítették, az ártéri pillérek cölöpalapozással, illetve kútalapozással épültek.  A pillérek és hídfők alapozását és a falazatok építését ugyanúgy Gregersen Guilbrand vállalkozása végezte.  A vasszerkezetet a MÁV Gépgyára gyártotta és szerelte.  A második hídszerkezetet Baross Gábor miniszter 1888. október 31-én nyitotta meg a vasúti forgalom részére.
Az első világháború alatt a vasúti híd Szolnok felőli medernyílás tartószerkezetét 1919. május 1-jén, a benyomuló román csapatok előtt felrobbantották. A román hadsereg a leomlott hídszerkezetet ideiglenes áthidalással pótolta, amelyen 1919. augusztus 22-én indult újra meg a forgalom. A MÁV egy év múlva a provizórikus szerkezetet egy teherbíróbbra váltotta, a megrongált tartószerkezet végleges helyreállítása 1921. november 15-én fejeződött be.
A hídszerkezet 1936-ban végzett fővizsgálata után nyilvánvalóvá vált, hogy a koros szerkezet nem felel meg az időközben jelentősen megnövekedett vasúti forgalom számára. A medernyílások szerkezetein a vizsgálat káros elváltozásokat mutatott ki, ezért először forgalmi korlátozásokat vezettek be. A két meder feletti tartószerkezet cseréjének munkái 1939-ben kezdődtek meg. Az új háromtámaszú, alsópályás, rácsos hídszerkezetet Korányi Imre és részletterveit Dénes Emil, MÁV mérnökök tervezték. A folytvasból készült hídszerkezetet a régi mellett szerelték össze, majd oldalról a régi helyébe betolták. A híd harmadik szerkezetét 1942. október 29-én helyezték forgalomba.
A vasúti híd 1944-ben két amerikai légitámadásban is súlyosan megrongálódott, októberben pedig a visszavonuló német csapatok robbantották fel a még helyreállítható szerkezeteket. Még annak az év novemberében, a felrobbantott hídtól 20 m-re délre kezdte meg a szovjet hidászegység a faszerkezetű ideiglenes vasúti híd építését, csakhogy azt a kialakult harci helyzet miatt kénytelenek voltak felrobbantani. 1945 januárjában fogott hozzá újra a szovjet műszaki alakulat az ideiglenes híd építéséhez, ezúttal a felrobbantott hídtól északra, a Millér-csatorna mellett. A cölöpjármokon álló ideiglenes híd meder feletti áthidalásánál az épen maradt ártér feletti szerkezeteket használták fel.
A vasúti híd újjáépítésénél, a medernyílások feletti szerkezet esetében, a MÁV az 1942-es tervekkel azonos konstrukció mellett döntött. Az újjáépítési munkák 1945 novemberében, a mederben fekvő roncsok és falazat-romok eltávolításával kezdődtek meg. 1946 szeptemberében kezdték meg a mederpillér bontási, majd építési munkáit, illetve az ártéri pillérek helyreállítását. A falazati és alépítményi munkák kivitelezésével a Palatinus Építő Rt. 1947 januárjában végzett. A híd vasszerkezetét lényegében az 1942-ben épült szerkezet tervei alapján gyártotta le a MÁVAG, a különbség a szerkezetek szélességében volt, ugyanis 3,60 m-ről 4,00 m-re növelték a vágánytengely-távolságot, illetve elhagyták az ingaoszlopokat a szélső támaszoknál. Az ártéri nyílások a korábbiakkal azonos támaszközzel, gerinclemezes kivitelben épültek újjá. A híd negyedik szerkezetét 1947. október 10-én nyitották meg a forgalom számára.

## Napjainkban
Az első hídfacserét a teljes hídon 1961–1965 között végezték. A meder feletti acélszerkezetet utoljára 1978-ban mázolták, illetve ekkor alakították át a korábbi közvetlen hídfa leerősítéseket központosító bordás alátámasztásúvá. Emellett a jobbparton 1960-1963 között a Zagyva hídig nyomvonal-korrekció is történt.
A hídon 1987-ben végzett hídszakértői vizsgálat során a mederszerkezet hossztartóvégeinek szegecseléseinél anyagfáradásos repedéseket találtak, ezeket a szegecselt kapcsolatokat kétoldali hevederezések mellett nagyszilárdságú feszített csavaros kapcsolatokkal javították ki.
A hídon 1992-ben a bal vágányon, 1995-ben a jobb vágányon cserélték le a felépítményt UIC 54 sínrendszerre, a munkák során kicserélték az összes hídfát, valamint a Csilléry-féle dilatációs szerkezeteket.
A Szolnok-Szajol vonalszakasz felújításának keretében 2014-ben megerősítették a pilléreket. A Tiszából ekkor emelték ki a régi hidak pillérjeinek facölöp alapozásait. Októberben kicserélték a bal mederhidat. 2015 januárjára elkészült az új híd párja is.